# Šulamit Aloniová
Šulamit Aloniová (hebrejsky שולמית אלוני‎, rodným jménem Šulamit Adler; 29. listopadu 1928 – 24. ledna 2014) byla izraelská politička a levicová aktivistka. Byla prominentní členkou izraelského mírového tábora, zakladatelkou politické strany Rac a někdejší předsedkyní strany Merec. Během svého téměř čtyřicetiletého působení v izraelském parlamentu zastávala několik ministerských postů v izraelské vládě (jmenovitě například ministryně školství či ministryně vědy a umění) a byla členkou mnoha parlamentních výborů.

## Biografie
Narodila se v Tel Avivu jako Šulamit Adler. Její matka byla švadlena a otec tesař, oba potomci polských rabínských rodin. Během druhé světové války rodiče Šulamit poslali do internátní školy a sami vstoupili do Britské armády. Jako mladá byla členkou socialisticko-sionistického mládežnického hnutí ha-Šomer ha-ca'ir a elitních úderných jednotek Palmach. Během izraelské války za nezávislost v roce 1948 se zapojila do vojenských bojů o jeruzalémské Staré Město a byla zajata jordánskou armádou.

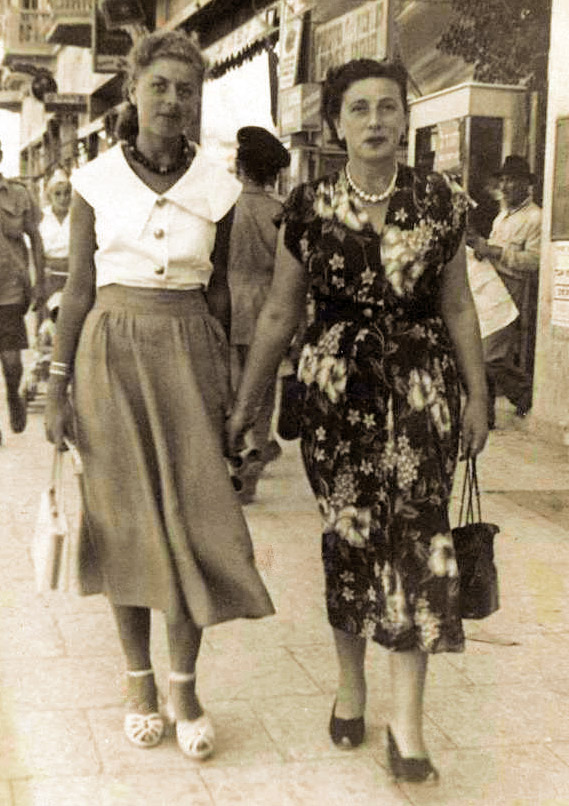
Šulamit Aloni (vlevo) se svojí matkou

Po vzniku Izraele pracovala Aloniová s dětskými uprchlíky a pomáhala založit školu pro děti imigrantů. Pracovala jako učitelka a zároveň studovala právo na Hebrejské univerzitě v Jeruzalémě. V roce 1952 se provdala za Reuvena Aloniho a přestěhovala se do malého města Kfar Šmarjahu.
V roce 1959 vstoupila do strany Mapaj. V té době pracoval jako právnička a vedla vlastní rozhlasovou show Outside Working Hours, ve které se zabývala lidskými právy a právy žen. Rovněž psala sloupky do řady novin.
Poslankyní Knesetu byla zvolena poprvé ve volbách v roce 1965 za stranu Ma'arach (alianci Mapaje a Achdut ha-avody). Následně založila Radu izraelských spotřebitelů, které po čtyři roky předsedala. Ma'arach opustila po rozporech s tehdejší předsedkyní a premiérkou Goldou Meirovou v roce 1973 a založila novou stranu Rac (Hnutí za občanská práva). Nová strana obhajovala reformu volebního systému a oddělení náboženství, státu a lidských práv. V parlamentních volbách v roce 1973 získala strana tři poslanecké mandáty. Rac poté vstoupil do Ma'arachem vedené koaliční vlády a Aloniová byla jmenována ministryní bez portfeje. Krátce poté však rezignovala kvůli jmenování Jicchaka Rafa'ela členem vlády. Poté, co se ke straně přidal nezařazený poslanec Arje Eli'av se strana nakrátko přejmenovala na Ja'ad-Hnutí za lidská práva, ale později se vrátila ke svému původnímu názvu.
Během 70. let se Aloniová pokoušela navázat dialog s palestinskými Araby v naději dosažení trvalého mírového uspořádání. Během první libanonské války v roce 1982 založila Mezinárodní centrum pro mír na Blízkém východě. Ve volbách v roce 1984 se strana Rac spojila s hnutím Mír nyní a Levicovým táborem Izraele a zvýšila tak své zastoupení v Knesetu na pět poslaneckých mandátů. Před volbami v roce 1992 Aloniová vedla stranu Rac do koalice se stranami Šinuj a Mapam. Tři strany vytvořily novou stranu Merec, jež ve volbách pod jejím vedením získala dvanáct poslaneckých mandátů. Merec se stala součástí levicové koaliční vlády Jicchaka Rabina a Aloniová byla jmenována ministryní školství. Po zhruba roce však byla donucena rezignovat kvůli svým protináboženským vyjádřením. Následně byla jmenována ministryní komunikací a ministryní vědy a umění a zmíněné funkce zastávala až do roku 1996, kdy odešla z politického života.

## Politický aktivismus
Šulamit Aloniová byla členkou organizace Ješ Din založené v březnu 2005. Tato organizace věnující se lidským právům, je „tvořena dobrovolníky, kteří se organizují proti pokračujícímu porušování palestinských lidských práv na palestinských okupovaných územích.“
Zastala se bývalého amerického prezidenta Jimmyho Cartera, který v titulu své knihy Palestine Peace Not Apartheid použil v souvislosti s Izraelem slova apartheid. Později dodala, „Nesnáším, když se skrývají věci, které by měly být vyneseny na denní světlo.“

## Ocenění
V roce 1998 byla Aloniové Asociací pro lidská práva v Izraeli udělena cena Emil Grunzweig Human Rights Award. V roce 2000 jí byla udělena Izraelská cena za její celoživotní jednání a mimořádný přínos izraelské společnosti. V roce 2005 byla v internetové soutěži 200 největších Izraelců deníku Ynet zvolena 57. největším Izraelcem všech dob.

## Dílo
- Democracy in Shackles (Demokratia be'azikim‎), Am Oved (hebrejsky)